# Носкув (Великопольське воєводство)
Носкув (пол. Nosków, нім. Marienhof) — село в Польщі, у гміні Ярачево Яроцинського повіту Великопольського воєводства.
Населення — 959 осіб (2011).
У 1975-1998 роках село належало до Каліського воєводства.

## Демографія
Демографічна структура станом на 31 березня 2011 року:
|          | Загалом | Допрацездатний вік | Працездатний вік | Постпрацездатний вік |
| -------- | ------- | ------------------ | ---------------- | -------------------- |
| Чоловіки | 463     | 105                | 320              | 38                   |
| Жінки    | 496     | 114                | 289              | 93                   |
| Разом    | 959     | 219                | 609              | 131                  |